# بولانو
بولانو (به ایتالیایی: Bolano) یک کومونه در ایتالیا است که در استان لا اسپتزیا واقع شده‌است.

## خصوصیات
بولانو ۱۴٫۷ کیلومترمربع مساحت و ۷٬۴۹۰ نفر جمعیت دارد.